# ハナチョウジ

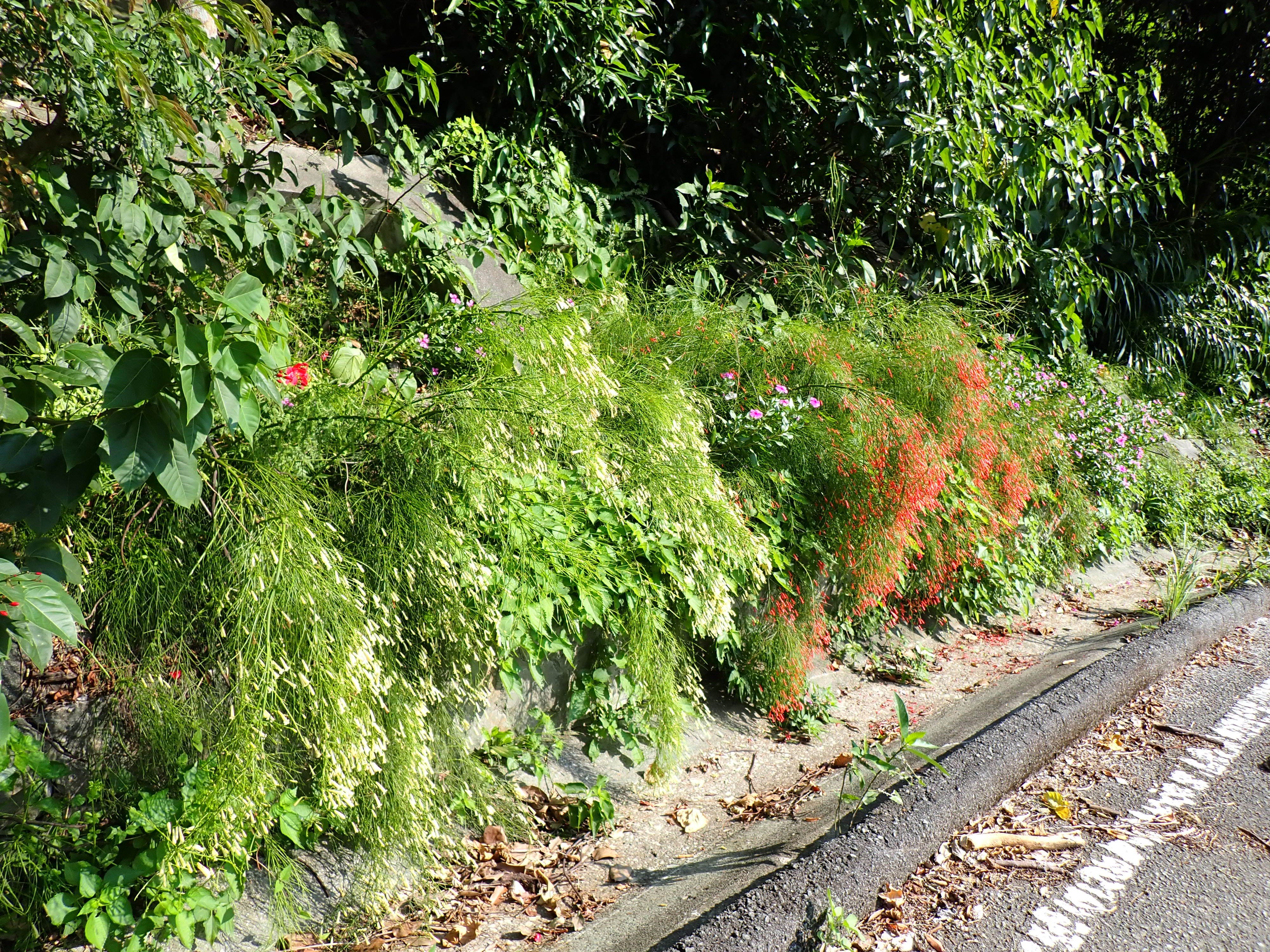
傾斜地に植栽されるハナチョウジ

ハナチョウジ（花丁字、別名：ルッセリア又はラッセリア、学名：Russelia equisetiformis）はオオバコ科（旧ゴマノハグサ科）ハナチョウジ属の常緑低木。

## 特徴
高さ0.5–2 mほど。緑色で4稜の枝が長く垂れる。葉の多くは鱗片状に退化して目立たないが、徒長枝の枝分かれ部分に全縁の葉が輪生することもある。花は長さ2–3 cmの筒状（丁字形）で赤色が多いが、稀に黄白色や桃色の品種もある。通年開花がみられる。

## 分布、利用
メキシコ原産で、南日本で植栽される。庭木、生垣、公園樹、法面緑化用。斜面や岩壁の緑化に用いられる様は野生状にみえる。

## 画像
- 赤花
- 桃花
- 黄白花